# Die Kleine vom Bummel
Die Kleine vom Bummel ist ein deutscher Stummfilm von Richard Eichberg. Neben Lilian Harvey in der Titelrolle sind Dina Gralla, Hans Brausewetter und Ernest Winar in weiteren Hauptrollen zu sehen.

## Handlung
Die Geschichte vom „kleinen“, braven Mädchen, das in die „sündige“ Großstadt eintaucht und dort verloren zu gehen droht – heiter-komödiantisch und sentimental betrachtet. Das namenlose Mädchen wird von einer erfahrenen Freundin dazu überredet, ebenso wie diese als Tänzerin in einer Bar eigenes Geld zu verdienen. Der Vater der „Kleinen“ darf davon nichts wissen, denn er möchte, dass seine Tochter ein sittsames, bürgerliches Leben führt. Daher gibt seine Tochter vor, nachts im Schichtdienst als Telefonistin zu arbeiten und verschweigt ihm ihre Tätigkeit als Tänzerin. Anders als ihre leichtfertige Freundin, die „Erfahrene“, achtet die „Kleine“ jedoch darauf, ihre Reputation nicht durch moralisch anstößiges Verhalten zu gefährden.
Eines Tages verliebt sie sich in einen bereits verheirateten „Herrenreiter“, der sich von seiner Gattin trennen will, falls er bei der Pferdewette erfolgreich sein sollte. Der Onkel des „Herrenreiters“ hat jedoch gegen eine derartige Beziehung etwas einzuwenden, denn er sieht eine Verbindung mit einer Tänzerin als nicht standesgemäß an, daher verwehrt er seine Zustimmung. Erst als der Onkel erfährt, dass er die „Kleine“ mit der „Erfahrenen“, also der Tänzerin mit dem Ruf, eine leichtsinnige Konkubine zu sein, verwechselt hat, ändert sich seine Meinung. Schließlich ist der „Herrenreiter“ frei und kann seine „Kleine“ endlich vor den Traualtar führen.

## Produktionsnotizen
Die Kleine vom Bummel entstand im September und Oktober 1925 im Jofa-Atelier von Berlin-Johannisthal sowie mit Außenaufnahmen in Hamburg, Berlin, München, Köln, Frankfurt am Main, Düsseldorf und Dresden. Der Film passierte die Zensur am 22. Dezember desselben Jahres und wurde am 30. Dezember 1925 in Berlins UFA-Theater Kurfürstendamm uraufgeführt. Der mit Jugendverbot belegte Sechsakter besaß eine Länge von 2253 Metern.
Die Filmbauten gestaltete Kurt Richter.

## Kritiken
Das Neue Wiener Journal befand: „Genrebilder, Episoden aus dem Leben der leichtsinnigen Leutchen der ganzen und der Halbwelt. Mitten im Sumpf ein junges Mädel, das ahnungslos den schmalen Weg geht, der durch diese schwülen Nächte führt. Packend wird gezeigt, wie das Mädel, von Lilian Harvey hinreißend gespielt, wissend wird. Ueberaus lustig, voll köstlicher Typen, von dem trefflichen Regisseur R. Eichberg herausgearbeitet.“
Der Filmbote meinte: „Interessante Bilder vom Nachtleben und vom Turf, ausgezeichnetes Spiel und eine gut durchgeführte, geschickt inszenierte Handlung: ein Publikumsfilm im besten Sinne.“